# Rebelde Way (telenovela portuguesa)
Rebelde Way é uma telenovela portuguesa juvenil produzida pela TDN Produções que foi exibida pela SIC de 25 de agosto de 2008 a 16 de julho de 2009, substituindo Chiquititas e sendo a última telenovela juvenil emitida na faixa após o seu fim. É a "10.ª novela" do canal.
Escrita e adaptada por João Matos a partir da série argentina com o mesmo nome criada por Cris Morena, conta com a colaboração de Cararina Dias, Pedro Cavaleiro, Raquel Palermo e Filipa Guimarães como guionistas, a direção de Carla Carvalho, a realização de Iva Areias e João Duque e a supervisão de Teresa Guilherme e Attílio Riccó.
Conta com as atuações de Tiago Barroso, Joana Alvarenga, Nelson Antunes e Joana Anes nos papéis principais.

## Sinopse
O Prestige International School é um prestigiado colégio interno onde os alunos recebem uma educação excelente e são, portanto, melhor preparados para um grande futuro. Além disso, este colégio conta ainda com um programa de bolsas de estudos para jovens de baixos recursos financeiros. Não obstante, são poucos os alunos que costumam acabar a sua graduação neste colégio, uma vez que são constantemente perseguidos por uma sociedade secreta, denominada de "Os Puros", cujo propósito é conservar a pureza da classe privilegiada.
Entre todos os alunos, destacam-se a Mia, o Manuel, o Pedro e a Lisa, quatro jovens que, apesar das suas enormes diferenças, descobrem algo que os unirá acima de tudo: o grande amor pela música. Acabam, assim, por formarem a banda RBL. Filha de um conceituado estilista de moda, a Mia detesta o mau gosto e gosta de ajudar as bolseiras a ficarem mais fashion. Vindo de Paris para vingar a morte do pai, o Manuel verá o seu mundo descambar quando descobrir que o suposto assassino do pai é o pai da miúda de quem gosta, Mia Rossi. Por sua vez, o Pedro é filho do Presidente da Câmara e, apesar de adorar a música, o pai espera que ele ocupe o seu lugar um dia mais tarde. Por último, a Lisa é filha de uma atriz famosa com a qual anda constantemente à birra, devido ao sentimento de inferioridade que sente para com a mãe. Porém, apesar de tudo, adora a mãe.
Estes quatro jovens e todos os seus colegas vivem no colégio e viverão experiências incríveis. Esta é a história de um grupo de adolescentes que abrem os olhos para a realidade do mundo elitista, onde o poder e os bens materiais são sobrevalorizados. Lutarão por romperem as barreiras sociais, pelo direito de amar e pelos ideais em que acreditam.

## Elenco

### Elenco principal
- Tiago Barroso como Pedro Silva Lobo, um dos integrantes da banda RBL. Filho do Presidente da Câmara, o Pedro é um rapaz rico e mimado que não olha a meios para atingir os fins. Sedutor, é um jovem popular e charmoso, tanto que costuma aproveitar-se disso para engatar miúdas. Vive em confronto constante com o pai, que possui expetativas muito altas a seu respeito, e exerce uma grande pressão sobre ele. Tem, como grande suporte, a mãe, que o apoia em tudo e o defende do marido. Apesar de viver uma relação de amor ódio com a Lisa, é apaixonado por ela, mas nunca o demonstra. Os seus melhores amigos são o Tomás e o Gui. Tal como o Manuel, a Mia e a Lisa, também tem uma grande paixão pela música. É um excelente compositor. No final da novela, recomeça o namoro com a Lisa.
- Joana Alvarenga como Elisabeth «Lisa» Scott, um dos integrantes da banda RBL e filha de Sónia. Rebelde por natureza, Lisa vive uma relação de amor ódio com a mãe, a reconhecida atriz e ex-modelo, Sónia Valentino. Abandonada pelo pai, John Scott, Lisa foi criada pela mãe, de quem sente inveja e sente-se inferior. Obrigada pelo pai, que acha que ela foi muito mal educada pela mãe, acaba por entrar no colégio. Por considerá-la fútil e mimada, tem um confronto imediato com a Mia e apelida-a de "Barbie". Frontal e irónica, a Lisa não tem medo de expressar as suas opiniões, o que acaba por lhe originar vários problemas tanto com os professores como com os colegas. Apaixonada por Pedro, oculta os seus sentimentos, uma vez que o considera um mimado e betinho. No entanto, por diversas vezes, ambos vivem momentos apaixonados e românticos. Tem uma breve relação com o Salvador que acaba pouco tempo depois, pois descobre que este namora com ela e a Mia. Tem ainda uma relação com o Henrique e o Simão e ainda uma relação de curta duração com o seu melhor amigo, Marco. As suas grandes amigas são a Elsa e a Íris. Tal como o Manuel, a Mia e o Pedro, também tem uma grande paixão pela música e pela dança. No final da novela, recomeça o namoro com o Pedro.
- Nelson Antunes como Manuel Guerreiro, um dos integrantes da banda RBL. Manuel vive em Paris com a família e namorada até ao momento em que o pai se suicida devido a um negócio que o deixou com dificuldades financeiras. Com o objetivo de se vingar de Afonso Rossi, por achar ser o culpado da morte do pai, regressa a Portugal. Para tal, candidata-se a uma bolsa no Prestige International School de modo a aproximar-se da filha do seu rival, Mia Rossi. No entanto, apaixona-se por ela, apesar de nunca o assumir. Como tal, acaba por se ter uma relação com as duas melhores amigas da Mia, Kika e Vicky, e ainda com uma aluna popular do 12º ano, Julieta. Justo e leal, o Manuel odeia injustiças e preconceitos. Deste modo, luta constantemente contra a seita do colégio, cujo objetivo é expulsar todos os alunos bolseiros, Os Puros. Os seus melhores amigos são o Gabriel e o Marco. Adora cantar e dançar. Tal como a Mia, a Lisa e o Pedro, a música e a dança são igualmente grandes paixões para o Manuel. Acaba por descobrir que, afinal, o Afonso Rossi não teve culpa nenhuma na morte do pai. No final da novela, recomeça o namoro com a Mia.
- Joana Anes como Mia Rossi, filha de Afonso e integrande da banda RBL. A Mia cresceu sem mãe, supostamente falecida num acidente de avião. Rica e mimada, a Mia é a miúda mais popular do colégio e adora preocupar-se com a sua imagem. Fútil, adora cosméticos e roupas e está sempre atenta às últimas tendências. Tem uma breve relação com o Salvador que acaba pouco tempo depois, pois descobre que este namora com ela e a Lisa. As suas melhores amigas são a Kika e a Vicky que lhe fazem todas as vontades. Apaixona-se por Manuel, aluno bolseiro que vem de França. Ao descobrir que a Kika está apaixonada por ele, coloca-se de lado e, desta forma, acaba por criar uma relação de amor ódio com o Manuel. Alguns meses depois, acabam por namorar, mas a relação não dura muito devido a vários fatores. Entretanto, envolve-se com o professor Ricardo Moura, mas oculta a relação por esta ser considerada proibida tanto pelo colégio como pelo pai. Tal como o Manuel, a Lisa e o Pedro, a música e a dança são igualmente grandes paixões para a Mia. No final da novela, acaba com o Manuel e acaba por conhecer a mãe, Maria, que entretanto regressa para lhe pedir perdão.

### Elenco recorrente
- Hélder Agapito como Guilherme «Gui» Silva
- Inês Aires Pereira como Paula Castelão
- Joana Cotrim como Elsa Lima
- Joana Santos como Vitória «Vicky» Paz
- Marco Medeiros como Gabriel Pereira
- Maria Albergaria como Frederica «Kika» Vasconcelos
- Ana Rita Tristão como Íris Fernandes
- Tomás Alves como Tomás Moreira
- Tiago Aldeia como Marco Aguiar
- Alda Gomes como Glória Bastos
- Heitor Lourenço como Sérgio Silva Lobo
- José Raposo como Eduardo Castelão
- Ana Marta Ferreira como Milagros «Mili» Perez
- Diogo Ferreira como Luís Miguel «Gordo» Ferreira
- Diogo Martins como António «Toni» Marques, também conhecido como o Alergias.
- Jani Zhao como Hoshi Kyoko
- Rodrigo Saraiva como Sebastião Queirós
- Rui Paulo como Afonso Rossi
- Sílvia Rizzo como Sónia Valentino
- Mafalda Vilhena como Sandra Fernandes
- Sofia Aparício como Filipa «Pipa» Salazar
- João Godinho como Rodrigo Salavisa
- Rafael Henriques como Filipe
- Raquel Strada como Sofia Bragança

### Elenco adicional
- Adérito Lopes - Nuno Monteiro
- Afonso Vilela - Mariano
- Alexandre Ferreira - Breno
- Alexandre da Silva - Ramiro
- Ana Bastos - Amélia Bragança
- Ana Brito e Cunha - Dora Silva Lobo
- Amélia Videira - Beatriz
- Anabela Teixeira - Teresa
- Ângelo Torres - Adérito
- Augusto Portela - Gonçalo Aguiar
- Beatriz Leonardo - Margarida
- Carlos Barradas - João
- Carlos Oliveira - Carlos Silva Dias
- Carlos Paiva - Marques
- Carlos Santos - Augusto Bragança
- Cármen Santos - Virgínia
- Cristopher Murphy - Morrison
- Diogo Morgado - Mauro Galvão
- Durval Lucena - Rui Gonzaga
- Eduardo Frazão - Augusto Paz
- Eduardo Martins - Nicolau
- Eurico Lopes - Duarte
- Francisco Brás - Chico
- Francisco Froes - Álvaro Manso
- Fátima Belo - Cláudia Castelão
- Fátima Preto - Baptista
- Fernando Tavares Marques - Médico
- Filipe Vargas - Roger
- Gabriela Relvas - Vera
- Gisele Fernanda Santos - Nina
- Gustavo Santos - Jaime
- Hugo Franco - Anibal
- Hugo Tourita - Damião
- Igor Sampaio - Joaquim Rosado
- Jacob Jan de Graaf - John
- Joana Dias - Raquel Almeida
- João André - Bruno
- João de Brito - Simão
- João Loy - Raimundo Veiga
- José Lobato - Simas
- João Maria Pinto - Ernesto
- José Manuel Mendes - Germano
- José Moutinho - Machado
- José Santos - Kruguer
- Jorge Nery - Lino
- Jorge Sequerra - Ramos
- Linda Silva - Ilda
- Luis Eusébio - Zé Maria
- Mafalda Teixeira - Dra. Catarina
- Manuel Coelho - Omar
- Manuel Moreira - Pires
- Margarida Videira
- Maria Dias - Natalie
- Maria de Lima - Becas Vasconcelos
- Maria D'Aires - Helena Guerreiro
- Maria João Pinho - Mariana
- Mariana Boto - Fifi Vasconcelos
- Marina Santiago - Tatiana
- Marta Faial - Jamila
- Mónica Cunha - Lúcia
- Nuno Guerreiro - Monteiro
- Paula Santos - Julieta
- Paula Só - Ângela
- Paulo Lázaro - Moreno
- Paula Pais - Gabriela Pinheiro
- Paulo Lage - Guido
- Pedro Manana - Fabién
- Philippe Leroux - Leonel
- Raul Abrantes - Romão
- Rita Alagão - Mafalda Fernandes
- Rita Palma - Domingas Taborda
- Rosa Villa - Lucinda Dias
- Rubén Correia - Diogo Castro
- Rui de Sá - Ruben
- Rui Morrison - Almeida
- Rui Santos - Ricardo Moura
- Rute Miranda - Patricia Abreu
- Sara Aleixo - Alice Camargo
- Sara Brás - Cristina
- Sérgio Grilo - Mecânico (✝︎)
- Sérgio Silva - Rami
- Sofia Carvalho - Maria Rossi
- Susana Vitorino - Irene
- Telmo Fernandes - Rafael
- Teresa Madruga - Rosarinho Aguiar
- Teresa Rolla - Carlota
- Vanessa Agapito - Laura Tavares
- Vítor Espadinha - Dr. Vitorino Cortês
- Vítor Rocha - Cunha
- Yolanda Noivo - Anna Pereira

## Banda sonora
RBL é a banda sonora oficial da telenovela, acompanhada de 12 músicas covers das bandas Erreway y RBD, que foi lançada a 11 de maio de 2009. O primeiro single "Rebelde" faz parte do tema de abertura da telenovela e o segundo single "Amor Imortal" faz parte do tema de encerramento. As faixas 1-6, 8-9 e a 12 são versões das musicas da banda argentina Erreway, enquanto as faixas 7 e 10-11 são versões de musicas de RBD, o grupo da versão mexicana da telenovela. A canção "Ponto Final" é uma versão da faixa "Me Voy" do segundo álbum de estúdio do RBD, sendo esta também um cover da música "Gone" da cantora norteamericana Kelly Clarkson, incluída em seu segundo álbum Breakaway (2004).
| N.º | Título                | Artista(s) | Duração |  |
| 1.  | "Resistir"            | RBL        | 3:27    |  |
| 2.  | "Amor Imortal"        | RBL        | 3:39    |  |
| 3.  | "Reste Amor"          | RBL        | 3:30    |  |
| 4.  | "Chegou a Hora"       | RBL        | 3:13    |  |
| 5.  | "Há que Viver"        | RBL        | 3:23    |  |
| 6.  | "Marcas do Passado"   | RBL        | 4:01    |  |
| 7.  | "Assim Completamente" | RBL        | 3:42    |  |
| 8.  | "P'ra Quê Chorar"     | RBL        | 3:34    |  |
| 9.  | "Vida"                | RBL        | 4:08    |  |
| 10. | "Eu Sou Assim"        | RBL        | 3:11    |  |
| 11. | "Ponto Final"         | RBL        | 3:16    |  |
| 12. | "Rebelde"             | RBL        | 3:10    |  |

## Exibição

### Final adaptado
Apesar da versão portuguesa só ter tido uma temporada, ao contrário da versão original que teve duas temporadas, o final foi alterado de modo a que os casais protagonistas acabassem juntos. Também o rumo de várias outras personagens foi alterado.

### Transmissão na OPTO
| Partes | Partes          | Episódios | Episódios | Originalmente exibido  |
| ------ | --------------- | --------- | --------- | ---------------------- |
|        | O Início        | 8         | 8         | 1 de abril de 2024     |
|        | 1               | 35        | 35        | 29 de abril de 2024    |
|        | 2               | 35        | 35        | 27 de maio de 2024     |
|        | 3               | 36        | 36        | 24 de junho de 2024    |
|        | 4               | 41        | 41        | 29 de julho de 2024    |
|        | 5               | 37        | 37        | 26 de agosto de 2024   |
|        | 6               | 43        | 43        | 23 de setembro de 2024 |
|        | Férias de Natal | 16        | 16        | 2 de dezembro de 2024  |

A 23 de fevereiro foi anuciado que a novela ficaria disponível na plataforma de streaming OPTO. A novela, com 251 episódios de produção, foi dividida em 6 partes e 2 especiais. A 1 de abril de 2024, foi disponibilizado o primeiro especial, subintitulado de "O Início" e com 8 episódios, que mostram a vida dos protagonistas Pedro, Mia, Manuel e Lisa antes de se conhecerem no Prestige International School. A 29 de abril de 2024 foi lançada a primeira parte, com 35 episódios. A 27 de maio de 2024, foi lançada a segunda parte, com 35 episódios. A 24 de junho de 2024 foi lançada a terceira parte, com 36 episódios. A 29 de julho de 2024 foi lançada a quarta parte, com 41 episódios. A 26 de agosto de 2024 foi lançada a quinta parte, com 37 episódios. A 23 de setembro de 2024 foi lançada a sexta e última parte, com 43 episódios. A 2 de dezembro de 2024, foi lançado o segundo e último especial, subintitulado de "Férias de Natal", com 16 episódios especiais de Natal.
A 11 de julho de 2025 foi disponibilizada na íntegra no serviço de streaming Prime Video. 

## Audiência
Estreou no dia 25 de Agosto de 2008 com 8.8% de audiência média e 22.2% de share. No último episódio, obteve 4.5% de audiência média e 30.4% de share.